# Bauernstein Porbitz
Der Bauernstein Porbitz ist ein denkmalgeschützter Stein in Porbitz, einem Ortsteil der Stadt Bad Dürrenberg im Saalekreis in Sachsen-Anhalt. Er ist im örtlichen Denkmalverzeichnis unter der Erfassungsnummer 094 20601 als Kleindenkmal verzeichnet.

## Lage
Der Bauernstein befindet sich auf einer Freifläche nördlich der Kreuzung Ritterstraße und Teichstraße in Porbitz.

## Beschreibung
Der Bauernstein befindet sich auf zwei Stützen, es wird dadurch der Anschein eines Steintisches erweckt. Die Kanten des flachen Steines wurden von Menschenhand bearbeitet, wodurch der Anschein eines Steintisches verstärkt wird.